# Dansbandet Replay
Dansbandet Replay är ett finlandssvenskt dansband från Malax som bildades 2007. Deras första singel, "Om och om igen" släpptes 2018 och första albumet kom 2020 under namnet "Jag ska ge dig allt jag har". Under 2019 var deras låt "Så kom den dagen" på Vegatoppen med femte plats som bästa plats. Under covid-19-pandemin då spelningarna ställdes in uppträdde de istället med livestreams.

## Medlemmar
- Tina Martin - sång, keyboard och dragspel
- Karl-Gustav Byskata - gitarr
- Stig Marins - trummor
- Kaj Holm - bas

## Diskografi
- 2020 – "Jag ska ge dig allt jag har"